# Регулярное семейство распределений
Регуля́рное семе́йство распределе́ний в математической статистике — это распределения, плотность которых дифференцируема относительно параметра.

## Определение
Пусть дано параметрическое семейство абсолютно непрерывных распределений {\displaystyle \{\mathbb {P} _{\theta }\}_{\theta \in \Theta }}, где {\displaystyle \Theta \subset \mathbb {R} }, так что {\displaystyle f(x\mid \theta )} — плотность вероятности {\displaystyle \mathbb {P} _{\theta }} для каждого {\displaystyle \theta \in \Theta }. Тогда это семейство называется регулярным, если {\displaystyle {\sqrt {f(x\mid \cdot )}}} непрерывно дифференцируема относительно параметра {\displaystyle \theta \in \Theta },
то есть существует такое множество {\displaystyle D\subset \mathbb {R} }, что {\displaystyle \mathbb {P} _{\theta }(D)=1,\quad \forall \theta \in \Theta }, и
{\displaystyle \forall x\in {D},\quad {\sqrt {f(x\mid \cdot )}}\in C^{1}(\Theta )}.

## Примеры
- Пусть {\displaystyle \Theta =\{\theta >0\}}, и {\displaystyle \mathbb {P} _{\theta }=\mathrm {Exp} (\theta )} — экспоненциальное распределение с параметром {\displaystyle \theta }. Тогда

{\displaystyle {\frac {\partial }{\partial \theta }}{\sqrt {f(x\mid \theta )}}=\left({\frac {1}{2{\sqrt {\theta }}}}-{\frac {{\sqrt {\theta }}x}{2}}\right)e^{-\theta x/2}\in C(\Theta ).}
Следовательно семейство распределений регулярно.
- Пусть {\displaystyle \Theta =\{\theta >0\}}, и {\displaystyle \mathbb {P} _{\theta }=\mathrm {U} [0,\theta ]} — непрерывное равномерное распределение на отрезке {\displaystyle [0,\theta ]}. Тогда легко видеть, что {\displaystyle D\supset [0,\infty )}, и {\displaystyle f(x\mid \cdot )} разрывна в точке {\displaystyle \theta =x}. Таким образом семейство распределений нерегулярно.

## Применение
Условие регулярности распределения рассматривается при выводе неравенства Рао-Крамера.